# Кнайзель, Рудольф
Рудольф Кнайзель (нем. Rudolf Kneisel; 1832—1899) — немецкий драматург, актёр.
Был актёром и директором труппы. Кнайзель написал свыше 50 пьес, в том числе «Жмурки» (нем. Blindekuh, легла в основу одноимённой оперы Иоганна Штрауса-сына), «Die Lieder des Musikanten», «Die Tochter Belials», «Die Anti-Xantippe», «Papageno», «Sie weiss etwas», «Desdemonas Taschenbuch», «Emmas Roman», «Sein einziges Gedicht» (1885), «Der Kunstbacillus» (1891), «Der Stehauf» (1893).